# Acanthocobitis
Acanthocobitis – rodzaj ryb karpiokształtnych z rodziny Nemacheilidae.

## Klasyfikacja
Gatunki zaliczane do tego rodzaju:
- Acanthocobitis botia
- Acanthocobitis chlorosoma
- Acanthocobitis longipinnis
- Acanthocobitis mandalayensis
- Acanthocobitis mooreh
- Acanthocobitis pavonacea
- Acanthocobitis pictilis
- Acanthocobitis rubidipinnis
- Acanthocobitis urophthalmus – koza oczkoplama[3]
- Acanthocobitis zonalternans

Gatunkiem typowym jest Acanthocobitis longipinnis.